# Slatina (Croatie)
Pour les articles homonymes, voir Slatina.
Slatina est une ville et une municipalité située en Slavonie, dans le comitat de Virovitica-Podravina, en Croatie. Au recensement de 2001, la municipalité comptait 14 819 habitants, dont 85,82 % de Croates et la ville seule comptait 10 920 habitants.

## Localités
La municipalité de Slatina compte 15 localités : 
| - Bakić - Bistrica - Donji Meljani - Golenić - Gornji Miholjac - Ivanbrijeg - Kozice - Lukavac | - Markovo - Medinci - Novi Senkovac - Radosavci - Slatina - Sladojevački Lug - Sladojevci |

## Personnalités
- Milko Kelemen (1924-2018), compositeur de musique classique y est né.